# Golfo di Macari
Il Golfo di Macari (AFI: /ˈmakari/; in siciliano Gurfu di Màcari) è un'insenatura naturale lungo la costa nord-occidentale della Sicilia, estesa dal lato orientale del Monte Cofano fino a Capo San Vito, nei territori dei comuni di Custonaci e San Vito Lo Capo (la cui frazione di Macari dà il nome al golfo).

## Posizione geografica
Esso è situato nella costa settentrionale della Sicilia ed è affacciato sul Mar Tirreno. La costa è preceduta dal golfo di Bonagia e la riserva naturale orientata Monte Cofano e prosegue dopo Capo San Vito con il golfo di Castellammare. Dal lato di monte Cofano vi è un'antica tonnara, quella di Cofano. 
La baia sabbiosa è denominata Santa Margherita, e a seguire vi è la cala del Bue Marino.

## Il borgo
Al suo centro vi è il borgo marinaro di Macari, che dà il nome al golfo stesso. Frazione del comune di San Vito lo Capo, dista circa 4 km dal capoluogo comunale, e conta circa 450 abitanti. All'inizio invece la frazione di Castelluzzo (circa 8 km).